# Wolfgang Anheisser
Wolfgang Anheisser (ur. 1 grudnia 1929 w Kolonii, zm. 5 stycznia 1974 tamże) – niemiecki śpiewak operowy, baryton.
Był synem muzykologa, zajmującego się przede wszystkim twórczością Wolfganga Amadeusa Mozarta. Studiował we Fryburgu oraz Johannesburgu. Debiutował w roku 1961 na scenie w Monachium, od roku 1965 był pierwszym barytonem w Kolonii, a od roku 1968 występował także w Staatsoper Unter den Linden w Berlinie.
Zmarł w wyniku obrażeń poniesionych na scenie, kiedy to spadł z niewłaściwie umocowanego balkonu podczas noworocznego przedstawienia Studenta żebraka – operetki Karla Millöckera.